# Abra (cantant)
Gabrielle Olivia Mirville (nascuda el 30 de març de 1989), coneguda professionalment com Abra (estilitzat com ABRA), és una cantant i compositora estatunidenca. Actualment treballa amb Polo Grounds Music i RCA Records, i abans va signar amb Awful Records.

## Primers anys de vida i carrera
Nascuda a Queens, Nova York en una família de missioners, l'Abra va passar els seus primers vuit anys a Londres, on els seus pares van construir l'església on finalment treballarien. La seva introducció al cant també va venir d'aquella església, on el seu pare era pastor i la seva mare supervisava la lloança i el culte. Després de Londres, la seva família es va instal·lar al tranquil suburbi de Lilburn, fora d'Atlanta. Als 14 anys, l'Abra va començar a tocar la guitarra. Va assistir a Parkview Highschool i va ser membre actiu del departament de teatre, es va graduar el 2007. Més tard, en la seva adolescència, va començar a penjar les seves versions acústiques de cançons de rap a YouTube. Això va fer que fos descoberta pel fundador i raper d'Awful Records Father, que la va animar a fer música original. Més tard es va unir al segell el 2014.
El seu primer EP, BLQ Velvet, es va publicar el 2015. El seu segon EP, Princess, va ser llançat per True Panther Sounds el 15 de juliol de 2016. És el seu primer llançament en un segell important. La cançó "Fruit" de l'àlbum Rose va ser presentada en un article sobre les millors cançons de R&B del 2016 de The Guardian.
Pel que fa a l'estil de roba d'Abra, Vogue va comentar el 2016 que "els contrastos deliberats formen part de la seva identitat artística en general: Abra és membre de la col·lecció Awful Records, majoritàriament dominada per homes, un grup anormal que es va fer càrrec d'Atlanta amb un so que es destaca. a part de l'obra de rap d'ATL".
Abra és una de les protagonistes de la pel·lícula Assassination Nation del 2018 i interpreta a Em.

## Discografia

### Àlbums d'estudi
| Any  | Títol | Llistat de pistes                           | Detalls |
| ---- | ----- | ------------------------------------------- | --- |
| 2015 | Rose  | 1. "Feel"                                   | - Llançament: 16 de juny de 2015 (descàrrega digital i streaming) - 6 d'octubre de 2017 (vinil) - Format: Descàrrega digital, streaming, vinil - Etiqueta: Awful, Ninja Tune - Durada total: 54 : 34 |
| 2015 | Rose  | 2. "Roses"                                  | - Llançament: 16 de juny de 2015 (descàrrega digital i streaming) - 6 d'octubre de 2017 (vinil) - Format: Descàrrega digital, streaming, vinil - Etiqueta: Awful, Ninja Tune - Durada total: 54 : 34 |
| 2015 | Rose  | 3. "U Kno"                                  | - Llançament: 16 de juny de 2015 (descàrrega digital i streaming) - 6 d'octubre de 2017 (vinil) - Format: Descàrrega digital, streaming, vinil - Etiqueta: Awful, Ninja Tune - Durada total: 54 : 34 |
| 2015 | Rose  | 4. "Fruit"                                  | - Llançament: 16 de juny de 2015 (descàrrega digital i streaming) - 6 d'octubre de 2017 (vinil) - Format: Descàrrega digital, streaming, vinil - Etiqueta: Awful, Ninja Tune - Durada total: 54 : 34 |
| 2015 | Rose  | 5. "Pride"                                  | - Llançament: 16 de juny de 2015 (descàrrega digital i streaming) - 6 d'octubre de 2017 (vinil) - Format: Descàrrega digital, streaming, vinil - Etiqueta: Awful, Ninja Tune - Durada total: 54 : 34 |
| 2015 | Rose  | 6. "Lights Intelude (feat. Archibald SLIM)" | - Llançament: 16 de juny de 2015 (descàrrega digital i streaming) - 6 d'octubre de 2017 (vinil) - Format: Descàrrega digital, streaming, vinil - Etiqueta: Awful, Ninja Tune - Durada total: 54 : 34 |
| 2015 | Rose  | 7. "Atoms"                                  | - Llançament: 16 de juny de 2015 (descàrrega digital i streaming) - 6 d'octubre de 2017 (vinil) - Format: Descàrrega digital, streaming, vinil - Etiqueta: Awful, Ninja Tune - Durada total: 54 : 34 |
| 2015 | Rose  | 8. "No Chill"                               | - Llançament: 16 de juny de 2015 (descàrrega digital i streaming) - 6 d'octubre de 2017 (vinil) - Format: Descàrrega digital, streaming, vinil - Etiqueta: Awful, Ninja Tune - Durada total: 54 : 34 |
| 2015 | Rose  | 9. "$hot (feat. Stalin Majesty)"            | - Llançament: 16 de juny de 2015 (descàrrega digital i streaming) - 6 d'octubre de 2017 (vinil) - Format: Descàrrega digital, streaming, vinil - Etiqueta: Awful, Ninja Tune - Durada total: 54 : 34 |
| 2015 | Rose  | 10. "Tonight!"                              | - Llançament: 16 de juny de 2015 (descàrrega digital i streaming) - 6 d'octubre de 2017 (vinil) - Format: Descàrrega digital, streaming, vinil - Etiqueta: Awful, Ninja Tune - Durada total: 54 : 34 |
| 2015 | Rose  | 11. "Human"                                 | - Llançament: 16 de juny de 2015 (descàrrega digital i streaming) - 6 d'octubre de 2017 (vinil) - Format: Descàrrega digital, streaming, vinil - Etiqueta: Awful, Ninja Tune - Durada total: 54 : 34 |
| 2015 | Rose  | 12. "Game"                                  | - Llançament: 16 de juny de 2015 (descàrrega digital i streaming) - 6 d'octubre de 2017 (vinil) - Format: Descàrrega digital, streaming, vinil - Etiqueta: Awful, Ninja Tune - Durada total: 54 : 34 |

### Àlbums estesos
| Any  | Títol      | Llistat de pistes | Detalls |
| ---- | ---------- | ----------------- | --- |
| 2015 | BLQ Velvet | 1. "U Go I Go"    | - Estrena: 19 de gener de 2015 - Format: Descàrrega digital, streaming - Etiqueta: Awful, ACID PALACE RECORDINGS - Durada total 27 27:33 |
| 2015 | BLQ Velvet | 2. "Make It"      | - Estrena: 19 de gener de 2015 - Format: Descàrrega digital, streaming - Etiqueta: Awful, ACID PALACE RECORDINGS - Durada total 27 27:33 |
| 2015 | BLQ Velvet | 3. "Unwise"       | - Estrena: 19 de gener de 2015 - Format: Descàrrega digital, streaming - Etiqueta: Awful, ACID PALACE RECORDINGS - Durada total 27 27:33 |
| 2015 | BLQ Velvet | 4. "I Guess"      | - Estrena: 19 de gener de 2015 - Format: Descàrrega digital, streaming - Etiqueta: Awful, ACID PALACE RECORDINGS - Durada total 27 27:33 |
| 2015 | BLQ Velvet | 5. "Fade 2 Blaq"  | - Estrena: 19 de gener de 2015 - Format: Descàrrega digital, streaming - Etiqueta: Awful, ACID PALACE RECORDINGS - Durada total 27 27:33 |
| 2015 | BLQ Velvet | 6. "Love & Power" | - Estrena: 19 de gener de 2015 - Format: Descàrrega digital, streaming - Etiqueta: Awful, ACID PALACE RECORDINGS - Durada total 27 27:33 |

| Any  | Títol    | Llistat de pistes                  | Detalls |
| ---- | -------- | ---------------------------------- | --- |
| 2016 | PRINCESS | 1. "COME 4 ME"                     | - Estrena: 15 de juliol de 2016 - Format: Descàrrega digital, streaming - Etiqueta: True Panther Sounds, Awful - Durada total: 22 : 12 |
| 2016 | PRINCESS | 2. "VEGAS"                         | - Estrena: 15 de juliol de 2016 - Format: Descàrrega digital, streaming - Etiqueta: True Panther Sounds, Awful - Durada total: 22 : 12 |
| 2016 | PRINCESS | 3. "CRYBABY"                       | - Estrena: 15 de juliol de 2016 - Format: Descàrrega digital, streaming - Etiqueta: True Panther Sounds, Awful - Durada total: 22 : 12 |
| 2016 | PRINCESS | 4. "BIG BOI (feat. Tommy Genesis)" | - Estrena: 15 de juliol de 2016 - Format: Descàrrega digital, streaming - Etiqueta: True Panther Sounds, Awful - Durada total: 22 : 12 |
| 2016 | PRINCESS | 5. "PULL UP"                       | - Estrena: 15 de juliol de 2016 - Format: Descàrrega digital, streaming - Etiqueta: True Panther Sounds, Awful - Durada total: 22 : 12 |
| 2016 | PRINCESS | 6. "THINKING OF YOU"               | - Estrena: 15 de juliol de 2016 - Format: Descàrrega digital, streaming - Etiqueta: True Panther Sounds, Awful - Durada total: 22 : 12 |

### Singles
- ABRA – Diamonds & Gold (2012)
- ABRA – Don't Kill Men (2012)
- ABRA – Oh Come, Oh Come, Emmanuel (2014)
- ABRA – Sin City (2014)
- ABRA – NEEDSUMBODY (2014)
- ABRA – CENTERSTAGE 1.17 (2015)
- ABRA – Then U Get Some (2015)
- ABRA – BFF (2015)
- ABRA feat. Father – U Ain't Got To Lie (2015)
- ABRA – Bounty (2016)
- ABRA – NOVACANE (2017) [for Adult Swim Singles]
- ABRA – BACARDI (2017)
- ABRA – B.R.A.T (2018)[10]
- ABRA & Boys Noize – Unlock It (feat. Playboi Carti) (2021)[11]

### Aparicions convidades
- HYDRABADD feat. ABRA – Sanctuary (2013)
- DARKCERBERUSSOUND feat. ABRA – Kookaburra (2013)
- Archibald SLIM feat. ABRA – Luv (2015)
- Micah Freeman feat. ABRA – Movement (2015)
- salute feat. ABRA – Colourblind (2015)
- Ethereal feat. ABRA & Father – STYX (2015)
- KCSB feat. ABRA – All My Luv (2015)
- Tommy Genesis feat. ABRA – Hair Like Water Wavy Like The Sea (2015)
- Hiko Momoji feat. Father & ABRA – Late Nights (2016)
- Ethereal feat. ABRA & Coodie Breeze – Treat You Right (2016)
- Ethereal feat. ABRA – Look At U (2016)
- Chris Brann feat. ABRA – Once Before (2016)
- Father feat. iLoveMakonnen & ABRA – Why Don't You (2016)
- Rich Po Slim feat. ABRA – Make You Mine (2016)
- Stickz Greenz feat. ABRA – Just Chill (2017)
- LiL iFFy feat. ABRA – Dark Times Indeed (2017)
- Charli XCX feat. ABRA – Drugs (2017)
- Da$H feat. ABRA – Deja U (2017)
- josh pan feat. ABRA – give it to ya (2017)
- Father feat. ABRA – Lotto (2018)
- Gorillaz – Sorcererz (2018)
- Toro y Moi feat. ABRA – Miss Me (2019)
- Solange – Sound of Rain (2019)
- Octavian feat. ABRA – My Head (2019)
- Bad Bunny feat. ABRA – SORRY PAPI (2020)
- Boys Noize feat. ABRA – Affection (2021)

### Remescles
- Empress Of – Standard (ABRA Remix) (2015)
- Father - Everybody In The Club (ABRA Remix) (2015)